# Alexei Wladimirowitsch Swirin

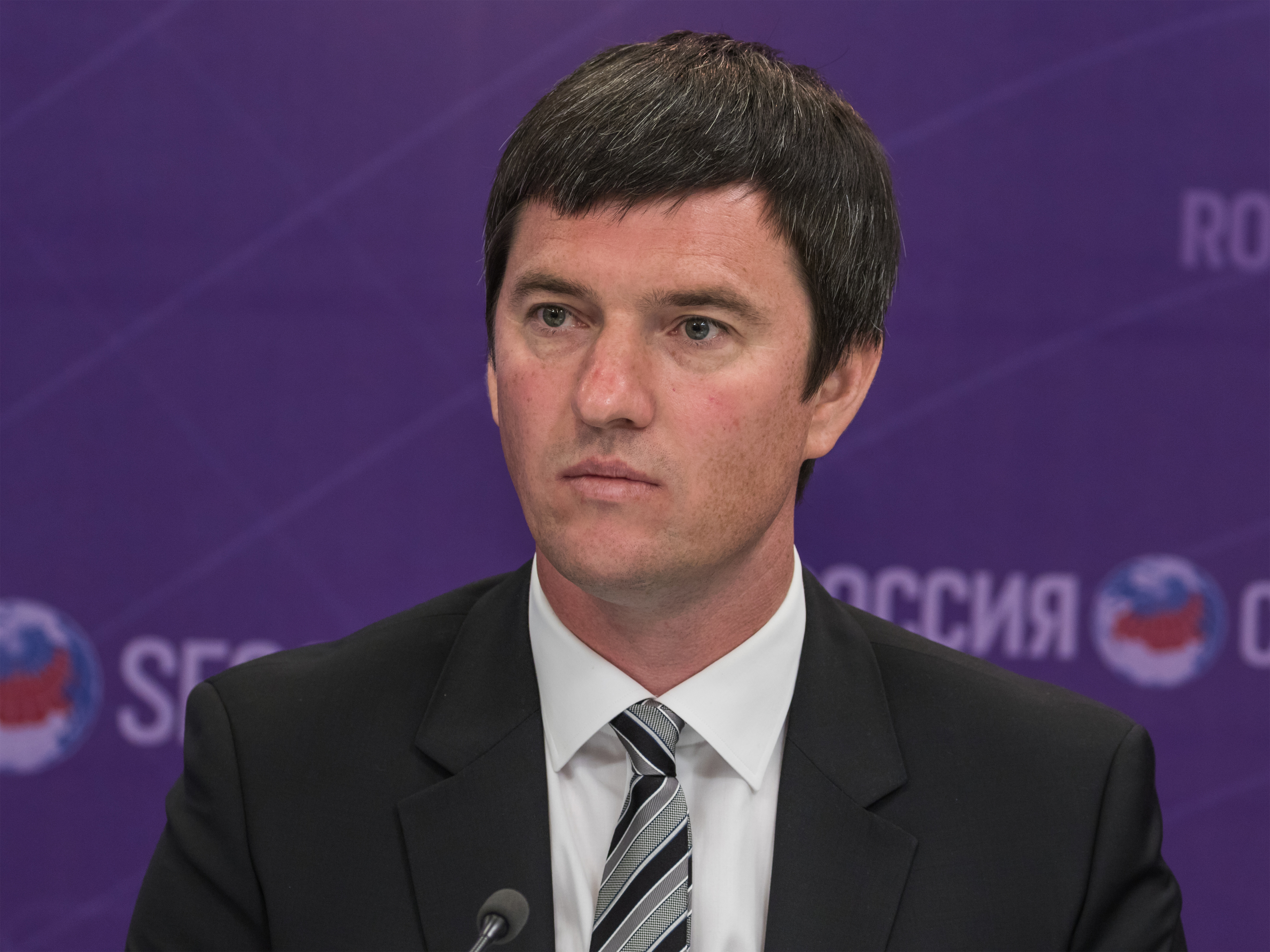
Alexei Swirin im Mai 2017

Alexei Wladimirowitsch Swirin (russisch Алексей Владимирович Свирин; * 15. Dezember 1978 in Moskau) ist ein russischer Ruderer. Er gewann 2004 zusammen mit Sergei Fedorowzew, Igor Krawzow und Nikolai Spinjow die olympische Goldmedaille im Doppelvierer, die erste und bislang einzige Goldmedaille für russische Ruderer seit dem Zerfall der Sowjetunion.

## Karriere
Swirin hatte 1999 im Doppelzweier und 2000 im Doppelvierer den vierten Platz im Nations Cup, den U23-Weltmeisterschaften der Ruderer, belegt. Swirins erste Weltmeisterschaftsteilnahme im Erwachsenenbereich endete 1999 mit Platz 16 im Doppelvierer. Vier Jahre später fuhr er bei den Weltmeisterschaften 2003 auf den fünften Platz. Bei den Olympischen Spielen 2004 in Athen belegte der russische Vierer im Vorlauf den zweiten Platz hinter den Polen, im ersten Halbfinale siegten die Polen vor dem deutschen Boot, im zweiten Halbfinale siegten die Tschechen vor den Russen. Im Finale gewannen die Russen knapp vor den Tschechen, die Ukrainer erreichten den dritten Platz knapp vor den Polen. Bei den Weltmeisterschaften 2005 traten die Russen mit der gleichen Besetzung wie beim Olympiasieg an und belegten den achten Platz. Im Jahr darauf folgte der sechste Platz. Nach dem siebten Platz bei den Weltmeisterschaften 2007 siegte der russische Doppelvierer mit Swirin bei den Europameisterschaften 2007. Bei seiner zweiten Olympiateilnahme 2008 in Peking belegte Swirin mit dem Doppelzweier den elften Platz. Bei den Europameisterschaften 2008 trat Swirin wieder mit dem Doppelvierer an und erreichte den fünften Platz, 2009 folgte der sechste Platz. 2010 ruderte Swirin bei den Weltmeisterschaften im Achter auf den elften Platz. 2011 gewann Swirin mit dem Doppelvierer nach 2007 seinen zweiten Europameistertitel. Zum Abschluss seiner Karriere ruderte der 2,02 m große Swirin bei den Olympischen Spielen in London noch einmal auf den achten Platz im Doppelvierer.
Am 12. November 2016 wurde Swirin als Nachfolger von Weniamin But zum Präsidenten des Russischen Ruderverbandes (FGSR) gewählt.